# Kemang Bejalu
Kemang Bejalu is een bestuurslaag in het regentschap Banyuasin van de provincie Zuid-Sumatra, Indonesië. Kemang Bejalu telt 828 inwoners (volkstelling 2010).